# Nipterella
Nipterella is een geslacht van schimmels behorend tot de familie Mollisiaceae. De typesoort is Nipterella duplex.

## Soorten
Volgens Index Fungorum bevat het geslacht drie soorten (peildatum mei 2023):
| Soortnaam          | Auteur(s)          | Publicatiejaar |
| ------------------ | ------------------ | -------------- |
| Nipterella duplex  | (Starbäck) Dennis  | 1962           |
| Nipterella parksii | (E.K. Cash) Dennis | 1962           |
| Nipterella tsugae  | A. Funk            | 1978           |